# Bole (danse)
Pour les articles homonymes, voir Bole.
Le bole, i bole ou na bole est une danse de guerre traditionnelle fidjienne. Elle a été exécutée par l'équipe des Fidji de rugby à XV en 2012 après avoir remplacé le cibi.

## Remplacement du cibi
L'équipe des Fidji de rugby a commencé à exécuter le bole comme danse d'avant-match en 2012. Précédemment, elle exécutait la danse cibi, qui signifie « Célébration d'une victoire par des guerriers ». Le bole, qui signifie « acceptation d'un défi » a été jugé plus adapté pour l'occasion.

## Description
Le bole est plus énergétique que le cibi.
« Les paroles du Na Bole englobent tout ce qui unit l'Esprit Fidjien: une foi inébranlable en Dieu, notre connection [sic] au vanua, le peuple, notre vuvale et parentés, et finalement, les valeurs d'Intégrité, de Discipline et (d'être) Implacable. » Brian Thorburn